# 山崎屋 (企業)
株式会社山崎屋（やまざきや）は、大型レジャー施設「レジャーランド」（通称：レジャラン）、温浴施設「ゆめのゆ」などを運営する企業である。

## 沿革・年表

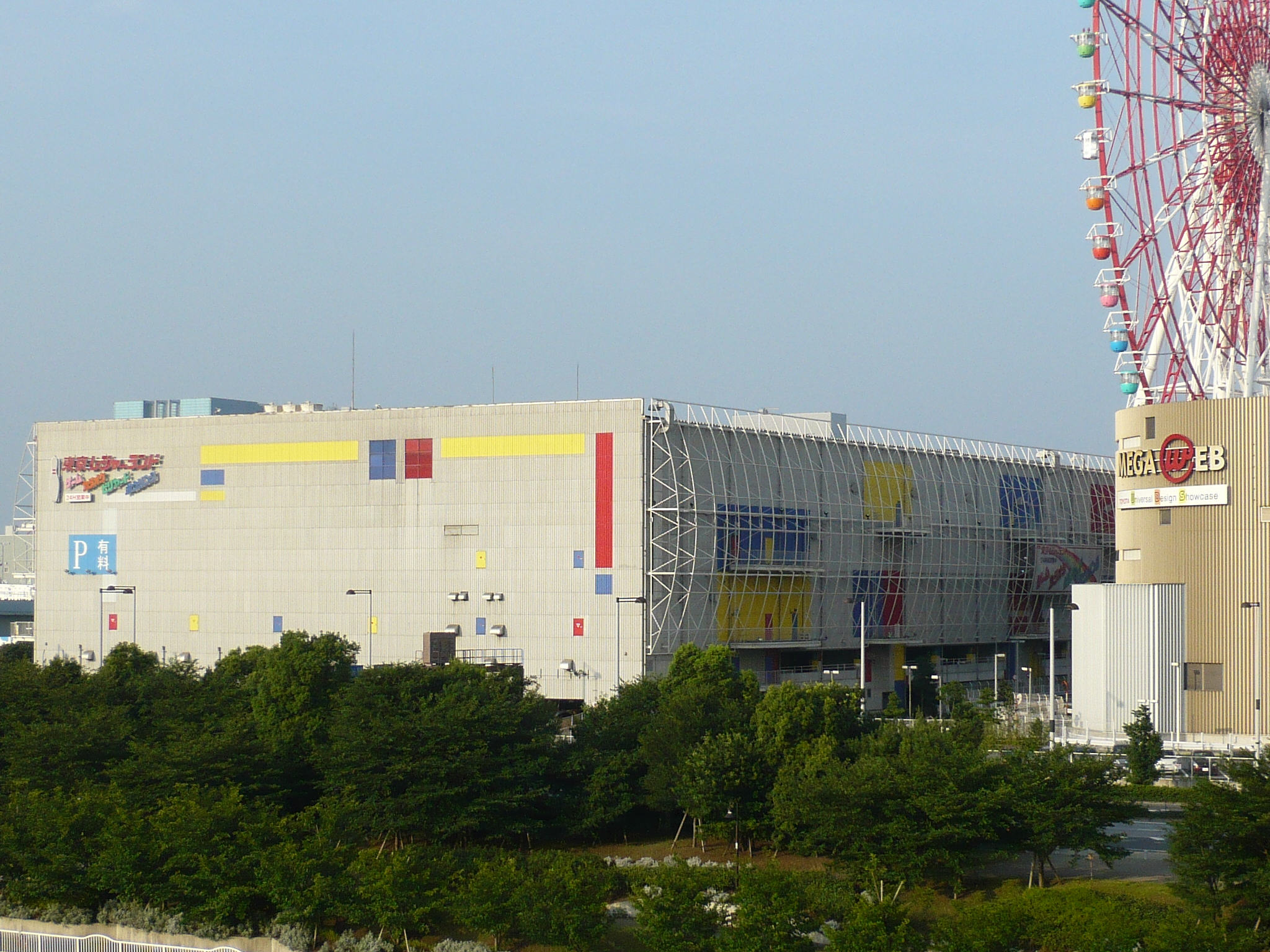
東京レジャーランドパレットタウン店（2007年撮影）

- 1974年（昭和49年）8月 - 金沢市・藤江南の国道8号・金沢バイパス沿いに「バイパス食堂」創業。
- 1977年（昭和52年）10月 - 食堂横にゲームセンター（現：バイパスレジャーランド藤江本館）開設。
- 1979年（昭和54年）5月 - 有限会社山崎屋設立。
- 1982年（昭和57年）6月 - 有限会社バイパスレジャーを設立。野々市町（現：野々市市）にバイパスレジャーランド野々市店開設。
- 1985年（昭和60年）4月 - 株式会社山崎屋に組織変更。
- 1988年（昭和63年）4月 - 藤江本館横にバイパスレジャーランド藤江新館開設。
- 1992年（平成4年）12月 - 東京レジャーランド小岩店開設（石川県外に初進出）。
- 1995年（平成7年）7月 - ターバンカレーを本店横に新設（後にカレーハウスバイパス藤江店、2008年12月閉店）。
- 2000年（平成12年）7月 - 山崎屋が関連会社のバイパスレジャー、藤江レジャー、駅前レジャー3社を合併。
- 2002年（平成14年）3月 - お台場パレットタウン内に東京レジャーランドパレットタウン店開設。
- 2005年（平成17年）
  - 1月17日 - 株式会社レジャラン設立。
  - 2月 - 東海地方の4店舗を株式会社レジャランに譲渡。
  - 2月 - 加賀市に温浴施設「加賀ゆめのゆ」開設（バイパスレジャーランド加賀店に隣接）。
  - 7月 - お台場パレットタウン内にカラーワールド開設。
- 2007年（平成19年）
  - 7月 - イオンタウン鈴鹿内に三重レジャーランド鈴鹿店開設（2010年3月20日、宝島鈴鹿店に譲渡、現アピナ鈴鹿店）。
  - 11月 - 金沢市にバイパスレジャーランド藤江店に隣接して温浴施設「金沢ゆめのゆ」開設。
- 2017年（平成29年）
  - 7月17日 - 東京レジャーランドパレットタウン店閉店。
  - 11月19日 - 東京レジャーランド小岩店閉店。

## ブランド
- レジャーランド - 創業地の石川県内では「バイパスレジャーランド○○店」、それ以外では「（地名）レジャーランド○○店」を使用している。千葉県・愛知県・岐阜県・滋賀県に所在する6店舗は、関連会社のレジャランによる運営である。

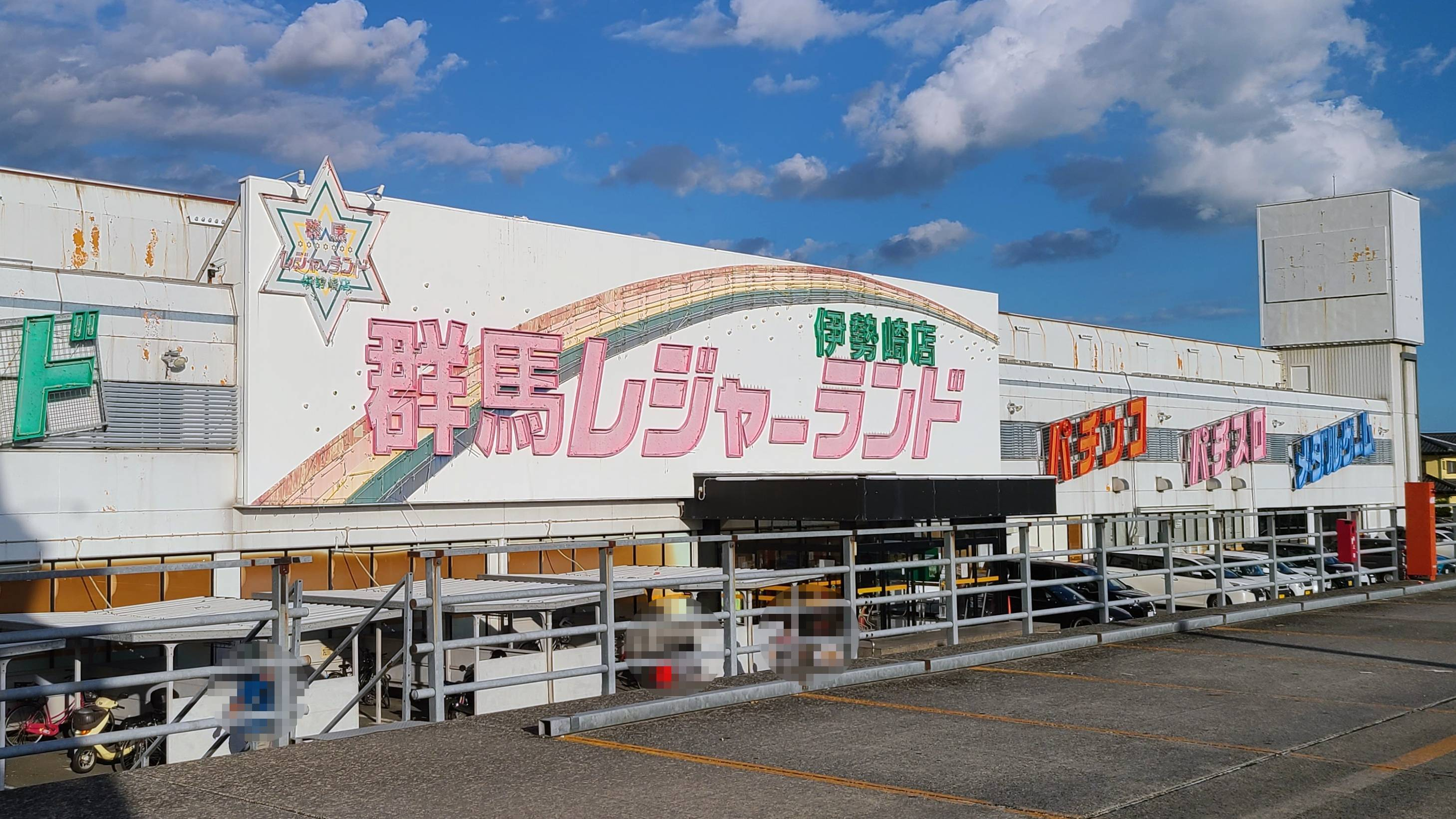
群馬県にある群馬レジャーランド伊勢崎店
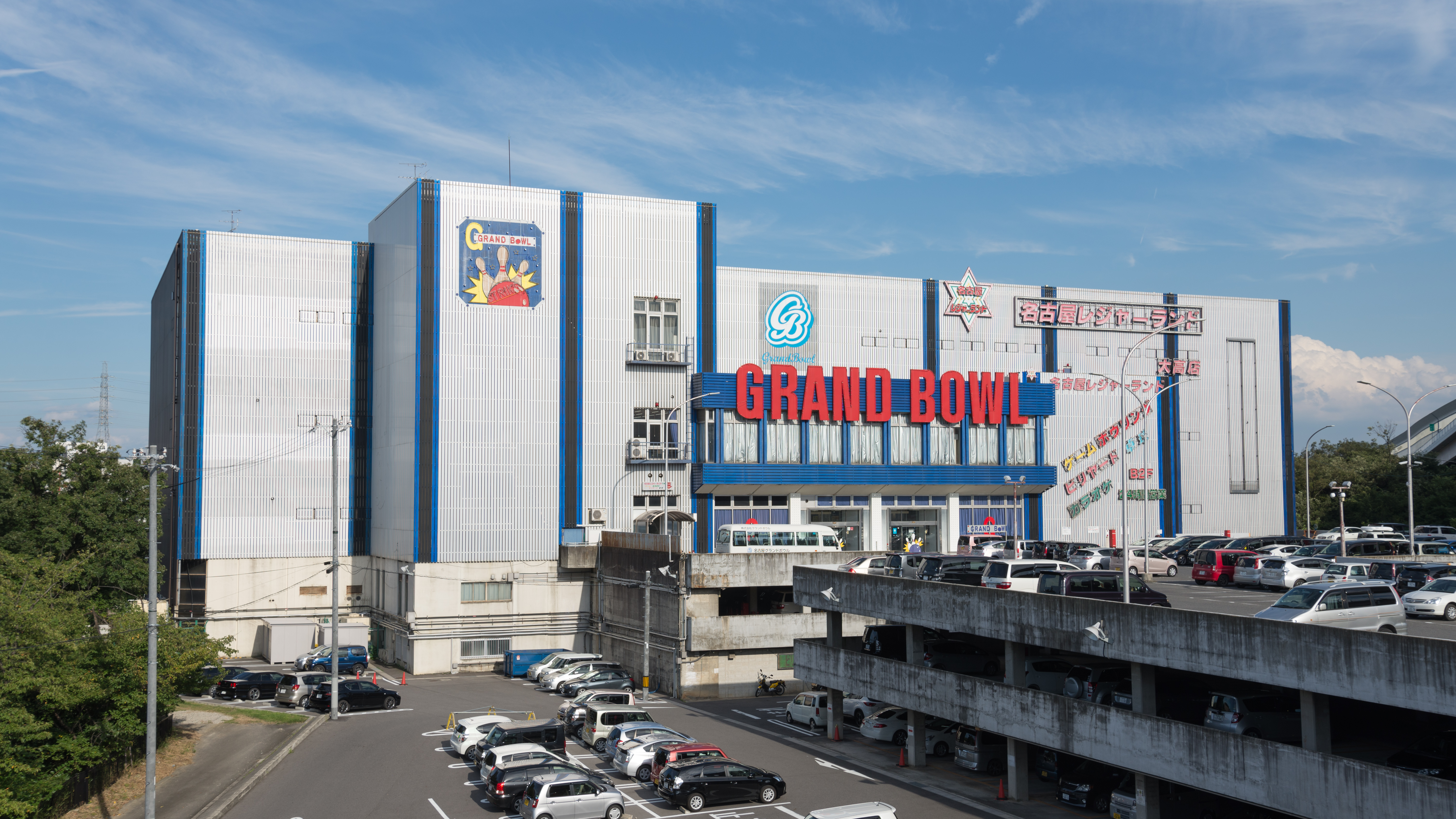
レジャランが運営する名古屋レジャーランド大高店（2015年撮影、現・ゲームパニック大高）

## 店舗

### （株）コンフォートが運営
- 千葉県 - スポーツウェーブ鉄腕24 千葉浜野店